# Гетероструктури

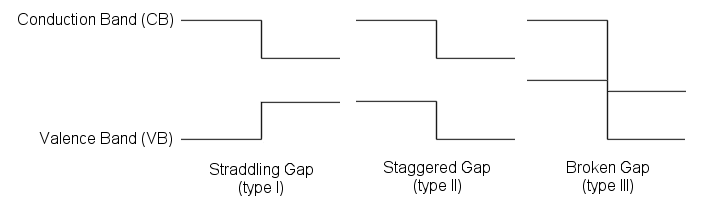
Три типи гетероструктур в залежності від взаємного розташування зон

Гетероструктура — термін у фізиці напівпровідників, що позначає вирощену на підкладці шарувату структуру з різних напівпровідників, в загальному випадку відрізняються шириною забороненої зони. Між двома різними матеріалами формується так званий гетероперехід, в якому можлива підвищена концентрація носіїв, і звідси — формування виродженого двовимірного електронного газу. На відміну від гомоструктур володіє більшою свободою вибору в конструюванні потрібного потенційного профілю зони провідності і валентної зони. Гетероструктури дають можливість управління фундаментальними параметрами в напівпровідникових кристалах і приладах: шириною забороненої зони, ефективними масами носіїв і їх рухливості, показником заломлення, електронним енергетичним спектром і т. д..
Для вирощування гетероструктур використовують багато різних методів, серед яких можна виділити два основних:
- Молекулярно-променева епітаксія,
- Осадження з газоподібної фази (MOCVD).

Перший метод дозволяє вирощувати гетероструктури з високою точністю. Другий же не має високої точності, але в порівнянні з першим методом володіє вищою продуктивністю.
За розвиток напівпровідникових гетероструктур для високошвидкісної оптоелектроніки Жорес Алфьоров (Росія) і Герберт Кремер (США) були удостоєні Нобелівської премії у 2000 році.
В рамках програми розвитку нанотехнологій в Росії ведеться активний розвиток виробництв, пов'язаних з гетероструктурами, а саме виробництво сонячних батарей і світлодіодів.
Одним із типів гетероструктур є квантова яма.
Гетероструктури використовуються в напівпровідникових пристроях: транзисторах, резонансних тунельних діодах тощо.

## Історія
Вперше на можливість використання властивостей контакту двох різних напівпровідників для підвищення ефективності інжекції в біполярних транзисторах вказував Шоклі в 1948 році.
У 1957 році Герберт Кремер у своїй роботі припустив, що гетеропереходи можуть мати більш високу ефективність інжекції в порівнянні з гомопереходамі.
Якісна модель формування енергетичної діаграми гетероперехода була розвинена Р. Л. Андерсоном в 1960 році, їм також було досліджено перший епітаксіальний монокристаллический гетероперехід Ge-GaAs з співпадаючими постійними кристалічної решітки.
Кількома роками пізніше незалежно Ж. І. Алферовим і Г. Кремером була сформульована концепція лазерів на основі подвійних гетероструктур (ДГС).
Алфьоров відзначав можливість досягнення високої щільності інжектованих носіїв і инверсной заселеності для отримання вимушеного випромінювання в даних структурах. Він показав, що щільність інжектованих носіїв може на кілька порядків перевищувати щільність носіїв в широкозонному емітер (ефект «суперінжекціі»), а завдяки потенційним бар'єрів на кордоні напівпровідників рекомбінація в емітер дорівнює нулю.
Найбільш перспективною для отримання гетероструктур була система AlAs-GaAs, так як з'єднання AlAs і GaAs мають близькі значення постійних решіток, а GaAs в свою чергу володіє багатьма необхідними властивостями, такими як малі ефективні маси носіїв, висока рухливість електронів, велика ширина забороненої зони, ефективна випромінювальна рекомбінація і різкий край оптичного поглинання внаслідок прямозонних структури.
Розробка модифікації методу рідиннофазної епітаксії (ЖФЕ), придатної для зростання гетероструктур, привела до створення першої граткову-узгодженої AlGaAs-гетероструктури. Були створені більшість найбільш важливих приладів, в яких використовуються основні переваги гетероструктур:
- низькопорогових ДГС лазери при кімнатній температурі,
- високоефективні світлодіоди на одиночній і подвійний гетероструктуре,
- сонячні елементи на гетероструктурах,
- біполярні транзистори на гетероструктурах,
- тиристорні p-n-p-n-перемикачі на гетероструктурах.

Роботи Ж. І. Алфьорова та Г. Кремер в області дослідження гетеропереходів були відзначені присудженням їм Нобелівської премії з фізики у 2000 році.
В даний час гетеропереходи знаходять широке застосування при створенні високочастотних транзисторів і оптоелектронних приладів. На базі гетероструктур створюються швидкодіючі оптота мікроелектронні пристрої: лазерні діоди для систем передачі інформації в оптоволоконних мережах; гетероструктурних світлодіоди і біполярні транзистори; малошумливі транзистори з високою рухливістю електронів (ВПЕТ), що застосовуються в високочастотних пристроях, в тому числі в системах супутникового телебачення; сонячні елементи з гетероструктурами, широко використовуються для космічних і земних програм.